# Мечниково (Красногорський район)
Ме́чниково (рос. Мечниково) — село у Красногорському районі Московської області Російської Федерації.

## Розташування
Селище Мечниково входить до складу сільського поселення Ільїнське. Воно розташовано на північному березі річки Москви. Найближчі населені пункти Грибаново, Знаменське, Селище будинку відпочинку Огарьово.

## Населення
Станом на 2010 рік у селі проживало 2392 людини.